# Open du Japon (badminton)
Pour les articles homonymes, voir Open du Japon.
L' Open du Japon est un tournoi international annuel de badminton créé en 1977 par la Fédération japonaise de badminton (NBA). Il se déroule depuis 1989 à Tokyo. Il fait partie depuis 2007 des tournois professionnels classés SuperSeries par la BWF. En 2018, il passe en catégorie Super 750 dans le nouveau circuit BWF World Tour.

## Résultats
| Année                    | Simple hommes                                                   | Simple dames                                                    | Double hommes                                                   | Double dames                                                    | Double mixte                                                    |
| ------------------------ | --------------------------------------------------------------- | --------------------------------------------------------------- | --------------------------------------------------------------- | --------------------------------------------------------------- | --------------------------------------------------------------- |
| 1977                     | Thomas Kihlström                                                | Lene Køppen                                                     | Flemming Delfs Steen Skovgaard                                  | Inge Borgstrøm Lene Køppen                                      | Pas de compétition                                              |
| 1981                     | Rudy Hartono                                                    | Hwang Sun-ai                                                    | Christian Hadinata Lius Pongoh                                  | Atsuko Tokuda Yoshiko Yonekura                                  | Pas de compétition                                              |
| 1982                     | Thomas Kihlström                                                | Li Lingwei                                                      | Rudy Heryanto Hariamanto Kartono                                | Nora Perry Jane Webster                                         | Mike Tredgett Nora Perry                                        |
| 1983                     | Han Jian                                                        | Han Aiping                                                      | Stefan Karlsson Thomas Kihlström                                | Gillian Clark Gillian Gilks                                     | Thomas Kihlström Nora Perry                                     |
| 1984                     | Morten Frost                                                    | Zheng Yuli                                                      | Stefan Karlsson Thomas Kihlström                                | Karen Beckman Gillian Gilks                                     | Martin Dew Gillian Gilks                                        |
| 1985                     | Zhao Jianhua                                                    | Wu Jianqiu                                                      | Kim Moon-soo Park Joo-bong                                      | Kim Yun-ja Yoo Sang-hee                                         | Billy Gilliland Gillian Gowers                                  |
| 1986                     | Yang Yang                                                       | Li Lingwei                                                      | Jalani Sidek Razif Sidek                                        | Lin Ying Wu Dixi                                                | Billy Gilliland Nora Perry                                      |
| 1987                     | Xiong Guobao                                                    | Li Lingwei                                                      | Eddy Hartono Liem Swie King                                     | Guan Weizhen Lin Ying                                           | Lee Deuk-choon Chung Myung-hee                                  |
| 1988                     | Nick Yates                                                      | Han Aiping                                                      | Li Yongbo Tian Bingyi                                           | Chung Myung-hee Chung So-young                                  | Park Joo-bong Chung Myung-hee                                   |
| 1989                     | Yang Yang                                                       | Li Lingwei                                                      | Lee Sang-bok Park Joo-bong                                      | Gillian Clark Julie Munday                                      | Park Joo-bong Chung Myung-hee                                   |
| 1990                     | Morten Frost                                                    | Huang Hua                                                       | Kim Moon-soo Park Joo-bong                                      | Lai Caiqin Yao Fen                                              | Park Joo-bong Chung Myung-hee                                   |
| 1991                     | Ardy Wiranata                                                   | Huang Hua                                                       | Kim Moon-soo Park Joo-bong                                      | Gillian Clark Gillian Gowers                                    | Park Joo-bong Chung Myung-hee                                   |
| 1992                     | Ardy Wiranata                                                   | Susi Susanti                                                    | Chen Hongyong Chen Kang                                         | Chung So-young Hwang Hye-young                                  | Thomas Lund Pernille Dupont                                     |
| 1993                     | Heryanto Arbi                                                   | Ye Zhaoying                                                     | Chen Hongyong Chen Kang                                         | Chung So-young Gil Young-ah                                     | Thomas Lund Catrine Bengtsson                                   |
| 1994                     | Ardy Wiranata                                                   | Susi Susanti                                                    | Denny Kantono Ricky Subagja                                     | Chung So-young Gil Young-ah                                     | Jon Holst-Christensen Catrine Bengtsson                         |
| 1995                     | Heryanto Arbi                                                   | Susi Susanti                                                    | Rexy Mainaky Ricky Subagja                                      | Ge Fei Gu Jun                                                   | Thomas Lund Marlene Thomsen                                     |
| 1996                     | Joko Suprianto                                                  | Ye Zhaoying                                                     | Rexy Mainaky Ricky Subagja                                      | Gil Young-ah Jang Hye-ock                                       | Park Joo-bong Ra Kyung-min                                      |
| 1997                     | Peter Rasmussen                                                 | Mia Audina                                                      | Rexy Mainaky Ricky Subagja                                      | Ge Fei Gu Jun                                                   | Liu Yong Ge Fei                                                 |
| 1998                     | Peter Gade                                                      | Gong Zhichao                                                    | Cheah Soon Kit Yap Kim Hock                                     | Ge Fei Gu Jun                                                   | Kim Dong-moon Ra Kyung-min                                      |
| 1999                     | Peter Gade                                                      | Ye Zhaoying                                                     | Ha Tae-kwon Kim Dong-moon                                       | Ge Fei Gu Jun                                                   | Liu Yong Ge Fei                                                 |
| 2000                     | Ji Xinpeng                                                      | Gong Zhichao                                                    | Tony Gunawan Candra Wijaya                                      | Huang Nanyan Yang Wei                                           | Liu Yong Ge Fei                                                 |
| 2001                     | Roslin Hashim                                                   | Zhou Mi                                                         | Sigit Budiarto Candra Wijaya                                    | Gao Ling Huang Sui                                              | Bambang Suprianto Minarti Timur                                 |
| 2002                     | Lee Hyun-il                                                     | Zhou Mi                                                         | Chan Chong Ming Chew Choon Eng                                  | Lee Kyung-won Ra Kyung-min                                      | Kim Dong-moon Ra Kyung-min                                      |
| 2003                     | Xia Xuanze                                                      | Camilla Martin                                                  | Flandy Limpele Eng Hian                                         | Gao Ling Huang Sui                                              | Zhang Jun Gao Ling                                              |
| 2004                     | Ronald Susilo                                                   | Mia Audina                                                      | Ha Tae-kwon Kim Dong-moon                                       | Lee Kyung-won Ra Kyung-min                                      | Nova Widianto Vita Marissa                                      |
| 2005                     | Lin Dan                                                         | Zhang Ning                                                      | Jens Eriksen Martin Lundgaard Hansen                            | Yang Wei Zhang Jiewen                                           | Sudket Prapakamol Saralee Thungthongkam                         |
| 2006                     | Lin Dan                                                         | Zhang Ning                                                      | Candra Wijaya Tony Gunawan                                      | Gao Ling Huang Sui                                              | Flandy Limpele Vita Marissa                                     |
| BWF Super Series         |                                                                 |                                                                 |                                                                 |                                                                 |                                                                 |
| 2007                     | Lee Chong Wei                                                   | Tine Rasmussen                                                  | Candra Wijaya Tony Gunawan                                      | Yang Wei Zhang Jiewen                                           | Zheng Bo Gao Ling                                               |
| 2008                     | Sony Dwi Kuncoro                                                | Wang Yihan                                                      | Lars Paaske Jonas Rasmussen                                     | Cheng Shu Zhao Yunlei                                           | Muhammad Rijal Vita Marissa                                     |
| 2009                     | Bao Chunlai                                                     | Wang Yihan                                                      | Markis Kido Hendra Setiawan                                     | Ma Jin Wang Xiaoli                                              | Songphon Anugritayawon Kunchala Voravichitchaikul               |
| 2010                     | Lee Chong Wei                                                   | Jiang Yanjiao                                                   | Cai Yun Fu Haifeng                                              | Wang Xiaoli Yu Yang                                             | Zhang Nan Zhao Yunlei                                           |
| 2011                     | Chen Long                                                       | Wang Yihan                                                      | Cai Yun Fu Haifeng                                              | Bao Yixin Zhong Qianxin                                         | Chen Hung-ling Cheng Wen-hsing                                  |
| 2012                     | Lee Chong Wei                                                   | Tai Tzu-ying                                                    | Kim Ki-jung Kim Sa-rang                                         | Poon Lok Yan Tse Ying Suet                                      | Chan Peng Soon Goh Liu Ying                                     |
| 2013                     | Lee Chong Wei                                                   | Akane Yamaguchi                                                 | Mohammad Ahsan Hendra Setiawan                                  | Ma Jin Tang Jinhua                                              | Zhang Nan Zhao Yunlei                                           |
| 2014                     | Lee Chong Wei                                                   | Li Xuerui                                                       | Lee Yong-dae Yoo Yeon-seong                                     | Misaki Matsutomo Ayaka Takahashi                                | Zhang Nan Zhao Yunlei                                           |
| 2015                     | Lin Dan                                                         | Nozomi Okuhara                                                  | Lee Yong-dae Yoo Yeon-seong                                     | Zhao Yunlei Zhong Qianxin                                       | Joachim Fischer Nielsen Christinna Pedersen                     |
| 2016                     | Lee Chong Wei                                                   | He Bingjiao                                                     | Li Junhui Liu Yuchen                                            | Christinna Pedersen Kamilla Rytter Juhl                         | Zheng Siwei Chen Qingchen                                       |
| 2017                     | Viktor Axelsen                                                  | Carolina Marín                                                  | Marcus Fernaldi Gideon Kevin Sanjaya Sukamuljo                  | Misaki Matsutomo Ayaka Takahashi                                | Wang Yilyu Huang Dongping                                       |
| BWF World Tour Super 750 |                                                                 |                                                                 |                                                                 |                                                                 |                                                                 |
| 2018                     | Kento Momota                                                    | Carolina Marín                                                  | Marcus Fernaldi Gideon Kevin Sanjaya Sukamuljo                  | Yuki Fukushima Sayaka Hirota                                    | Zheng Siwei Huang Yaqiong                                       |
| 2019                     | Kento Momota                                                    | Akane Yamaguchi                                                 | Marcus Fernaldi Gideon Kevin Sanjaya Sukamuljo                  | Kim So-yeong Kong Hee-yong                                      | Wang Yilyu Huang Dongping                                       |
| 2020 2021                | Éditions annulées en raison de la pandémie de Covid-19 au Japon | Éditions annulées en raison de la pandémie de Covid-19 au Japon | Éditions annulées en raison de la pandémie de Covid-19 au Japon | Éditions annulées en raison de la pandémie de Covid-19 au Japon | Éditions annulées en raison de la pandémie de Covid-19 au Japon |
| 2022                     | Kenta Nishimoto                                                 | Akane Yamaguchi                                                 | Liang Weikeng Wang Chang                                        | Jeong Na-eun Kim Hye-jeong                                      | Dechapol Puavaranukroh Sapsiree Taerattanachai                  |
| 2023                     | Viktor Axelsen                                                  | An Se-young                                                     | Lee Yang Wang Chi-lin                                           | Kim So-yeong Kong Hee-yong                                      | Yuta Watanabe Arisa Higashino                                   |
| 2024                     | Alex Lanier                                                     | Akane Yamaguchi                                                 | Goh Sze Fei Nur Izzuddin                                        | Liu Shengshu Tan Ning                                           | Jiang Zhenbang Wei Yaxin                                        |
| 2025                     | Shi Yuqi                                                        | An Se-young                                                     | Kim Won-ho Seo Seung-jae                                        | Liu Shengshu Tan Ning                                           | Jiang Zhenbang (en) Wei Yaxin (en)                              |